# Abdicació

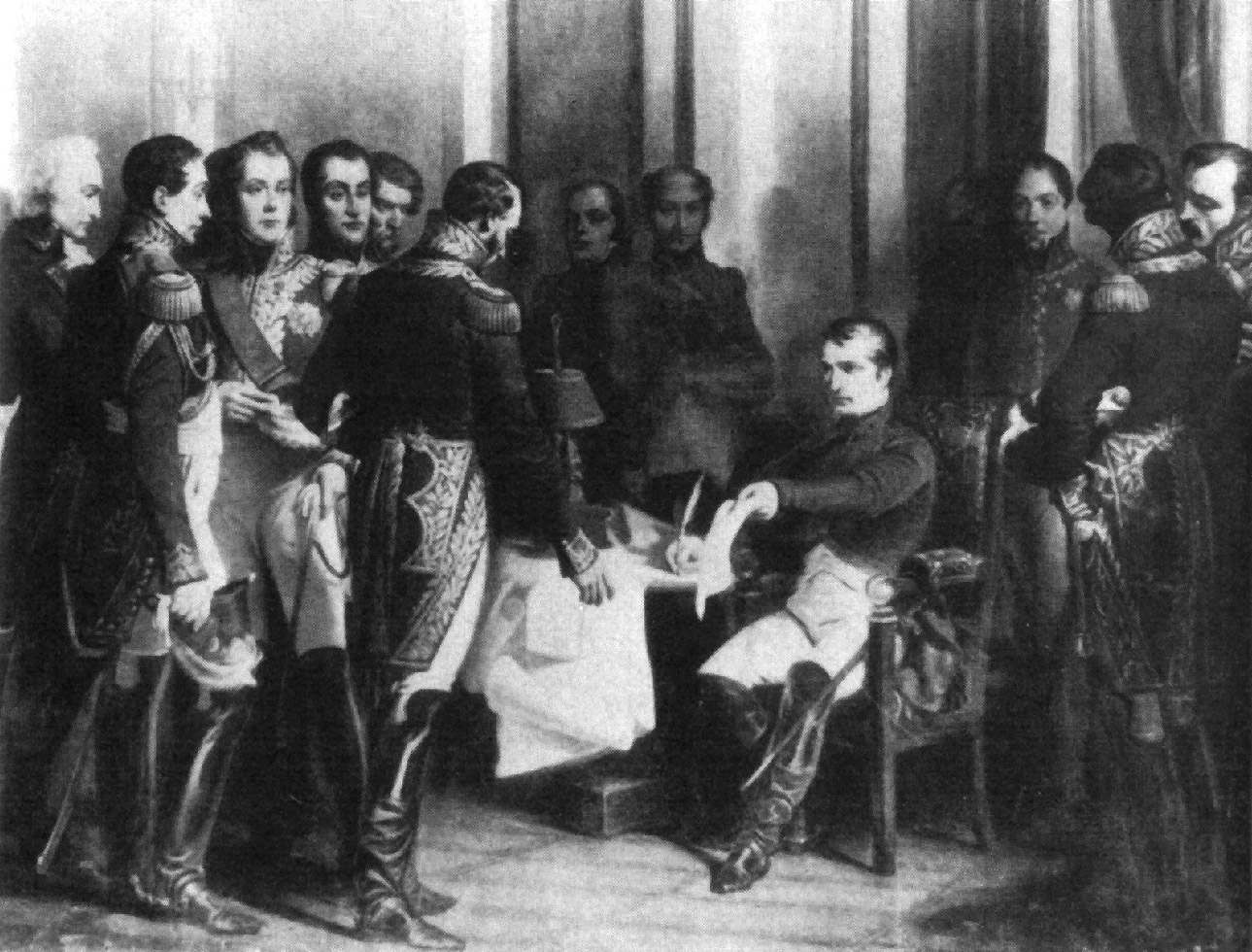
Abdicació de Napoleó

L'abdicació és la renúncia voluntària d'un monarca (com un rei/reina, emperador/a, etc.) al seu títol, poder i drets. Quan un monarca abdica, el seu successor hereta el càrrec; si no n'hi ha cap de designat, es passa a un període de regència en el qual una persona assumeix la corona de manera temporal. En certes dinasties, com la japonesa, l'abdicació és més freqüent que en d'altres, en les quals sol ser deguda a circumstàncies extremes com malaltia greu del rei, actes contraris a la llei o situació política de revolta.